# Мікко Юва
Мікко Юва (фін. Mikko Einar Juva до 1935  прізвище — Ювеліус (швед. Juvelius 22 листопада 1918, Каарлела, Фінляндія — 1 січня 2004, Турку, Фінляндія) — фінський історик, політик і церковний діяч; з 1978 по 1982 роки — архієпископ Євангелічно-лютеранської церкви Фінляндії. 

## Життєпис
Архієпископ Турку, голова Євангелічно-лютеранської церкви Фінляндії. 
Народився 22 листопада 1918 року в Каарлеле (Фінляндія).  
З 1957 по 1962 — професор історії Північних країн в Університеті Турку. З 1962 по 1978 — професор історії Фінляндії та Скандинавії, а також церковної історії в Гельсінському університеті. 
З 1962 по 1966 — член Парламенту Фінляндії. 
З 1965 по 1968 — голова Ліберальної народної партії. 
З 1978 по 1982 — архієпископ Турку і голова Євангелічно-лютеранської церкви Фінляндії. 
Помер 1 січня 2004 року в Турку. 